# Hersenvocht

MRI die de circulatie van hersenvocht toont.

Het hersenvocht, ook wel hersenruggenmergvocht, liquor cerebrospinalis of verkort liquor genoemd, is de waterige vloeistof die zich in en om de hersenen en het ruggenmerg bevindt. De hoofdfunctie hiervan is schokdemping en bescherming van hersenen en ruggenmerg. Een nevenfunctie is de aanvoer van voedingsstoffen en de afvoer van afvalstoffen.
Behalve het hersenvocht tussen de hersenvliezen, is er een aantal ventrikelstelselstructuren ìn de hersenen gevuld met hersenvocht:
- de zijventrikels, ventriculi laterales
- het foramen van Monro, foramen Monroi
- de derde ventrikel, ventriculus tertius
- het aquaduct van Sylvius, aquaeductus Sylvii
- de vierde ventrikel, ventriculus quartus
- het centrale kanaal in het ruggenmerg, canalis centralis medullae spinalis

De aanmaak van hersenvocht vindt plaats door filtratie van bloed in de plexus choroideus. Deze ligt onder andere in de zijventrikels. Vanaf hier stroomt het via het foramen van Monro naar de derde ventrikel, om vervolgens via het aquaduct van Sylvius in de vierde ventrikel en het centrale kanaal terecht te komen. Vanuit hier stroomt het door het foramen van Luschka en het foramen van Magendie. Dan komt de vloeistof in de ruimte tussen het spinnenwebvlies en het zachte hersenvlies, de subarachnoïdale ruimte. Het hersenvocht komt uiteindelijk boven in de schedel terecht, in de sinus sagittalis superior, waar het door cellen wordt opgenomen. Deze cellen worden de granulationes arachnoideae of granula meningica genoemd. Na opname wordt het vocht weer door het bloed opgenomen.
Per etmaal wordt ongeveer 500 milliliter hersenvocht aangemaakt en heropgenomen bij een druk die normaal tussen de 7 en 20 cm H2O bedraagt. De liquorcirculatie zelf bevat 150 ml, wat betekent dat al het hersenvocht vier keer per dag wordt ververst. De druk in het cerebrale veneuze vaatbed is 40-50 mm waterdruk lager dan die in de liquor. Een veneuze afvoerbelemmering door een verkeerde houding zorgt voor minder afvoer van liquor door de verhoogde veneuze druk, hierdoor stijgt de intracraniële druk. Om deze reden wordt bij mensen met hydrocefalus het hoofd vaak in 30 graden gelegd om zo een optimale veneuze afvoer te bewerkstelligen.
De chemische samenstelling van liquor weerspiegelt voor een groot deel die van bloedplasma, maar bevat veel minder eiwitten. Een eiwit dat eigenlijk alleen in liquor voorkomt is bèta-2-transferrine. Het kan bepaald worden om van een onbekend vocht aan te tonen dat het liquor is. Bij een bacteriële hersenvliesontsteking vindt men de ontstoken cellen en bacteriën in de liquor, bij een waterhoofd is de afvoer van liquor belemmerd. Hersenvocht wordt voor diagnostische doeleinden verkregen door het uitvoeren van een lumbale punctie.
Door een gestoorde drukregeling van de liquor in de hersenen en het ruggenmerg kan zich het overdruksyndroom voordoen. De klachten daarvan doen zich vooral ter hoogte van het heiligbeen voor.